# Tom-Yum-Goong
Tom-Yum-Goong is een Thaise martial arts-film uit 2005 van Prachya Pinkaew, de maker van Ong-Bak. In de film infiltreert vechtkunstenaar Tony Jaa een bende om zijn gestolen olifanten terug te krijgen.
In Nederland is de film uitgekomen onder de naam Honour of the Dragon, in het Verenigd Koninkrijk als Warrior King en in de Verenigde Staten als The Protector